# David Johnson (football, 1976)
Ne pas confondre avec David Johnson, footballeur international anglais, né en 1951.
Pour les articles homonymes, voir Johnson et David Johnson.
David Anthony Johnson, couramment appelé David Johnson, est un footballeur anglo-jamaïcain, né le 15 août 1976 à Kingston (Jamaïque). Évoluant au poste d'attaquant, il est principalement connu pour ses saisons à Bury, Ipswich Town et Nottingham Forest ainsi que pour avoir été sélectionné en Angleterre B et en équipe de Jamaïque.

## Biographie

### Carrière internationale
Né en Jamaïque d'une mère britannique, il connaît des sélections en équipe d'Angleterre moins de 16 ans et est appelé en Angleterre espoirs en décembre 1997, pour un match de qualification pour l'Euro espoirs 1998 contre la Grèce espoirs, sans toutefois recevoir de sélection. 
Il est appelé en 1998 par Glenn Hoddle pour un match de l'Angleterre B contre la Russie B (victoire 4-1). Toutefois, il sent rapidement que son avenir est bouché en équipe d'Angleterre et fait plusieurs déclarations publiques pour affirmer son intérêt pour la sélection jamaïcaine.
Il reçoit ainsi sa première sélection le 28 mars 1999, appelé par René Simões pour un match amical contre Trinité-et-Tobago. Il reçoit trois autres sélections en 1999 mais uniquement pour des matches amicaux, ce qui lui laisse la possibilité théorique de jouer pour un autre pays. En tant que citoyen britannique né à l'étranger et étant données les conditions d'admissibilité en sélection d'un joueur britannique, il est en effet sélectionnable pour n'importe laquelle des 4 nations constitutives (équipes d'Angleterre, pays de Galles, Écosse ou Irlande du Nord).
En septembre 1999, il décline une convocation de l'Irlande du Nord et répond positivement à une approche du pays de Galles de Mark Hughes. Malheureusement, alors qu'il se rapprochait d'une première sélection, une blessure à la cheville l'éloigne quelque temps des terrains, ce qui permet à l'Écosse de tenter sa chance auprès de lui. Le sélectionneur écossais, Craig Brown, le convainc et, en octobre 1999, Johnson se décide définitivement pour l'Écosse.
Toutefois, et avant qu'il puisse honorer une sélection pour l'Écosse, il est révélé que sa mère est originaire de Birmingham en Angleterre. Les conditions d'admissibilité en sélection d'un joueur britannique, plus sévères que celles de la FIFA, l'empêchent alors de jouer pour une autre sélection que l'Angleterre.
En janvier 2000, c'est donc la Jamaïque qui redevient son choix prioritaire et il fait même partie du groupe élargi sélectionné pour la Gold Cup 2000. Il ne recevra plus d'autre convocation internationale, même si, en 2004, l'entraîneur nord-irlandais Lawrie Sanchez tenta de nouveau d'obtenir la possibilité de sélectionner Johnson, mais sans succès.